# Olympische Sommerspiele 2012/Kanu
Bei den Olympischen Sommerspielen 2012 in der britischen Hauptstadt London wurden 16 Entscheidungen im Kanusport ausgetragen.
Vom 29. Juli bis 2. August fanden am Lee Valley White Water Centre vier Entscheidungen im Kanuslalom statt, einer bei den Frauen und drei bei den Männern. Vom 6. bis 11. August folgten dann am Dorney Lake nahe der Stadt Windsor zwölf Entscheidungen im Kanurennsport, vier bei den Frauen und acht bei den Männern.
Erfolgreichste Nation war Deutschland, dessen Kanuten drei Gold-, zwei Silber- und drei Bronzemedaillen gewannen. Dahinter folgten Ungarn mit ebenfalls drei Goldmedaillen sowie zwei Silbermedaillen und einer Bronzemedaille und Großbritannien mit zweimal Gold und je einmal Silber und Bronze.

## Wettbewerbe und Zeitplan

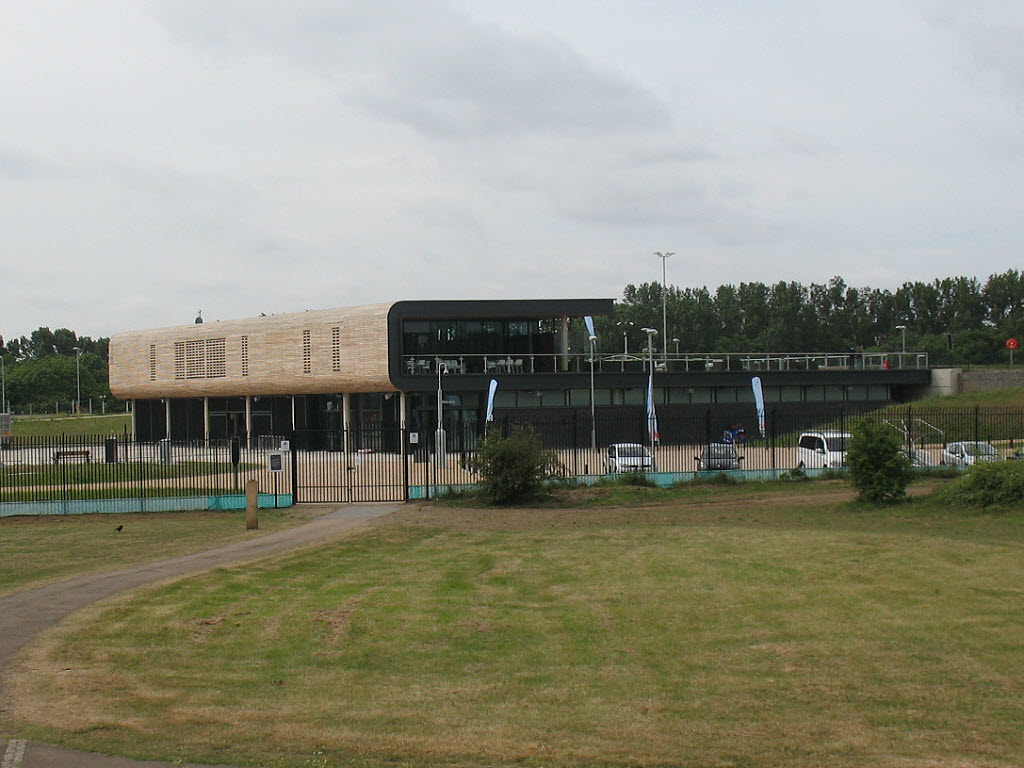
Lee Valley White Water Centre – Austragungsort der Wettbewerbe im Kanuslalom

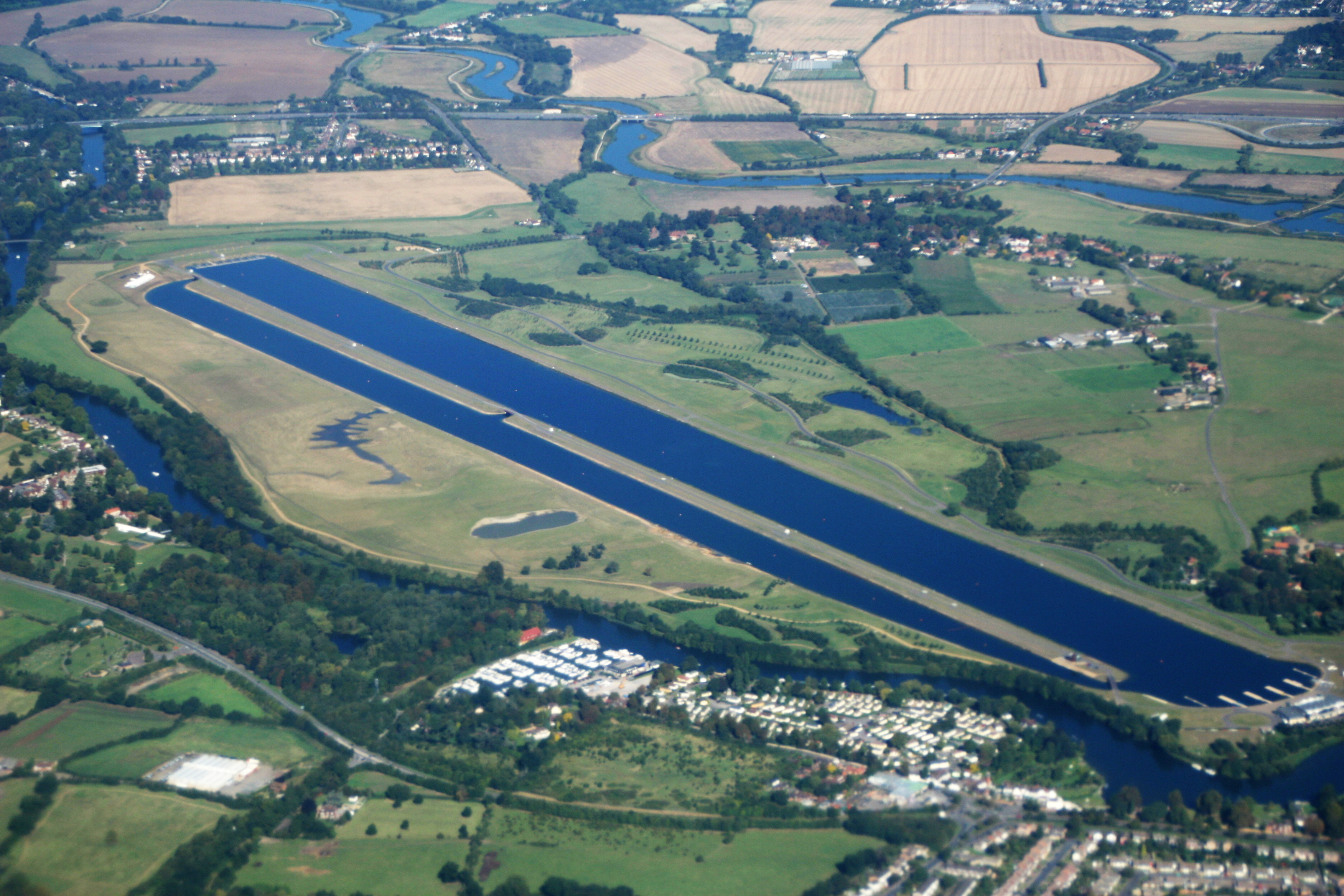
Dorney Lake – Austragungsort der Wettbewerbe im Kanurennsport

Das IOC hatte das Programm im Kanurennsport im Vergleich zu Peking 2008 erheblich verändert. Die 500-Meter-Rennen der Männer waren gestrichen und durch 200-Meter-Sprints ersetzt worden. Der Canadier-Zweier C-2 der Männer über 500 Meter wurde hingegen gegen einen zusätzlichen Frauen Kajak-Einer K-1 über 200 Meter ausgetauscht.
| Wettbewerbe und Zeitplan Kanuslalom | Wettbewerbe und Zeitplan Kanuslalom | Wettbewerbe und Zeitplan Kanuslalom | Wettbewerbe und Zeitplan Kanuslalom | Wettbewerbe und Zeitplan Kanuslalom | Wettbewerbe und Zeitplan Kanuslalom | Wettbewerbe und Zeitplan Kanuslalom | Wettbewerbe und Zeitplan Kanuslalom |
| Wettbewerbe                         | Boote                               | Athleten                            | Juli/August                         | Juli/August                         | Juli/August                         | Juli/August                         | Juli/August                         |
| Frauen                              |                                     |                                     | 29.                                 | 30.                                 | 31.                                 | 1.                                  | 2.                                  |
| ----------------------------------- | ----------------------------------- | ----------------------------------- | ----------------------------------- | ----------------------------------- | ----------------------------------- | ----------------------------------- | ----------------------------------- |
| Kajak-Einer (K-1)                   | 21                                  | 21                                  |                                     |                                     |                                     |                                     |                                     |
| Männer                              |                                     |                                     | 29.                                 | 30.                                 | 31.                                 | 1.                                  | 2.                                  |
| Kajak-Einer (K-1)                   | 21                                  | 21                                  |                                     |                                     |                                     |                                     |                                     |
| Canadier-Einer (C-1)                | 16                                  | 16                                  |                                     |                                     |                                     |                                     |                                     |
| Canadier-Zweier (C-2)               | 12                                  | 24                                  |                                     |                                     |                                     |                                     |                                     |

|  | Vorlauf |  | Halbfinale und Finale |

| Wettbewerbe und Zeitplan Kanurennsport | Wettbewerbe und Zeitplan Kanurennsport | Wettbewerbe und Zeitplan Kanurennsport | Wettbewerbe und Zeitplan Kanurennsport | Wettbewerbe und Zeitplan Kanurennsport | Wettbewerbe und Zeitplan Kanurennsport | Wettbewerbe und Zeitplan Kanurennsport | Wettbewerbe und Zeitplan Kanurennsport | Wettbewerbe und Zeitplan Kanurennsport |
| Wettbewerbe                            | Boote                                  | Athleten                               | August                                 | August                                 | August                                 | August                                 | August                                 | August                                 |
| Frauen                                 |                                        |                                        | 6.                                     | 7.                                     | 8.                                     | 9.                                     | 10.                                    | 11.                                    |
| -------------------------------------- | -------------------------------------- | -------------------------------------- | -------------------------------------- | -------------------------------------- | -------------------------------------- | -------------------------------------- | -------------------------------------- | -------------------------------------- |
| Kajak-Einer (K-1) 200 m                | 14                                     | 14                                     |                                        |                                        |                                        |                                        |                                        |                                        |
| Kajak-Einer (K-1) 500 m                | 14                                     | 14                                     |                                        |                                        |                                        |                                        |                                        |                                        |
| Kajak-Zweier (K-2) 500 m               | 10                                     | 20                                     |                                        |                                        |                                        |                                        |                                        |                                        |
| Kajak-Vierer (K-4) 500 m               | 10                                     | 40                                     |                                        |                                        |                                        |                                        |                                        |                                        |
| Männer                                 |                                        |                                        | 6.                                     | 7.                                     | 8.                                     | 9.                                     | 10.                                    | 11.                                    |
| Kajak-Einer (K-1) 200 m                | 14                                     | 14                                     |                                        |                                        |                                        |                                        |                                        |                                        |
| Kajak-Zweier (K-2) 200 m               | 10                                     | 20                                     |                                        |                                        |                                        |                                        |                                        |                                        |
| Canadier-Einer (C-1) 200 m             | 13                                     | 13                                     |                                        |                                        |                                        |                                        |                                        |                                        |
| Kajak-Einer (K-1) 1000 m               | 14                                     | 14                                     |                                        |                                        |                                        |                                        |                                        |                                        |
| Kajak-Zweier (K-2) 1000 m              | 10                                     | 20                                     |                                        |                                        |                                        |                                        |                                        |                                        |
| Kajak-Vierer (K-4) 1000 m              | 10                                     | 40                                     |                                        |                                        |                                        |                                        |                                        |                                        |
| Canadier-Einer (C-1) 1000 m            | 13                                     | 13                                     |                                        |                                        |                                        |                                        |                                        |                                        |
| Canadier-Zweier (C-2) 1000 m           | 12                                     | 24                                     |                                        |                                        |                                        |                                        |                                        |                                        |

|  | Vorlauf und Halbfinale |  | Finale |

## Bilanz

### Medaillenspiegel
| Platz | Land           | Gold | Silber | Bronze | Gesamt |
| ----- | -------------- | ---- | ------ | ------ | ------ |
| 01    | Deutschland    | 3    | 2      | 3      | 8      |
| 02    | Ungarn         | 3    | 2      | 1      | 6      |
| 03    | Großbritannien | 2    | 1      | 1      | 4      |
| 04    | Frankreich     | 2    | –      | –      | 2      |
| 05    | Ukraine        | 1    | 2      | –      | 3      |
| 06    | Russland       | 1    | 1      | 1      | 3      |
| 07    | Australien     | 1    | 1      | –      | 2      |
| 8     | Italien        | 1    | –      | –      | 1      |
| 8     | Neuseeland     | 1    | –      | –      | 1      |
| 8     | Norwegen       | 1    | –      | –      | 1      |
| 11    | Spanien        | –    | 2      | 2      | 4      |
| 12    | Belarus        | –    | 2      | 1      | 3      |
| 13    | Kanada         | –    | 1      | 2      | 3      |
| 14    | Tschechien     | –    | 1      | 1      | 2      |
| 15    | Portugal       | –    | 1      | –      | 1      |
| 16    | Slowakei       | –    | –      | 2      | 2      |
| 17    | Polen          | –    | –      | 1      | 1      |
| 17    | Südafrika      | –    | –      | 1      | 1      |
| Total | Total          | 16   | 16     | 16     | 48     |

### Medaillengewinner
| Konkurrenz             | Gold                                                         | Silber                                                        | Bronze                                                       |
| ---------------------- | ------------------------------------------------------------ | ------------------------------------------------------------- | ------------------------------------------------------------ |
| Einer-Kajak 200 m      | Ed McKeever                                                  | Saúl Craviotto                                                | Mark de Jonge                                                |
| Einer-Kajak 1000 m     | Eirik Verås Larsen                                           | Adam van Koeverden                                            | Max Hoff                                                     |
| Zweier-Kajak 200 m     | Russland Juri Postrigai Alexander Djatschenko                | Belarus Raman Petruschenka Wadsim Machneu                     | Großbritannien Liam Heath Jon Schofield                      |
| Zweier-Kajak 1000 m    | Ungarn Rudolf Dombi Roland Kökény                            | Portugal Fernando Pimenta Emanuel Silva                       | Deutschland Martin Hollstein Andreas Ihle                    |
| Vierer-Kajak 1000 m    | Australien Jacob Clear David Smith Tate Smith Murray Stewart | Ungarn Zoltán Kammerer Tamás Kulifai Dániel Pauman Dávid Tóth | Tschechien Josef Dostál Daniel Havel Jan Štěrba Lukáš Trefil |
| Einer-Canadier 200 m   | Jurij Tscheban                                               | Iwan Schtyl                                                   | Alfonso Benavides                                            |
| Einer-Canadier 1000 m  | Sebastian Brendel                                            | David Cal                                                     | Mark Oldershaw                                               |
| Zweier-Canadier 1000 m | Deutschland Peter Kretschmer Kurt Kuschela                   | Belarus Andrej Bahdanowitsch Aljaksandr Bahdanowitsch         | Russland Alexei Korowaschkow Ilja Perwuchin                  |
| Slalom Einer-Kajak     | Daniele Molmenti                                             | Vavřinec Hradilek                                             | Hannes Aigner                                                |
| Slalom Einer-Canadier  | Tony Estanguet                                               | Sideris Tasiadis                                              | Michal Martikán                                              |
| Slalom Zweier-Canadier | Großbritannien Timothy Baillie Etienne Stott                 | Großbritannien David Florence Richard Hounslow                | Slowakei Pavol Hochschorner Peter Hochschorner               |

| Konkurrenz         | Gold                                                                     | Silber                                                                           | Bronze                                                                |
| ------------------ | ------------------------------------------------------------------------ | -------------------------------------------------------------------------------- | --------------------------------------------------------------------- |
| Einer-Kajak 200 m  | Lisa Carrington                                                          | Inna Ossypenko-Radomska                                                          | Natasa Duschew-Janics                                                 |
| Einer-Kajak 500 m  | Danuta Kozák                                                             | Inna Ossypenko-Radomska                                                          | Bridgitte Hartley                                                     |
| Zweier-Kajak 500 m | Deutschland Franziska Weber Tina Dietze                                  | Ungarn Katalin Kovács Natasa Dusev-Janics                                        | Polen Beata Mikołajczyk Karolina Naja                                 |
| Vierer-Kajak 500 m | Ungarn Krisztina Fazekas Zur Katalin Kovács Danuta Kozák Gabriella Szabó | Deutschland Tina Dietze Carolin Leonhardt Franziska Weber Katrin Wagner-Augustin | Belarus Iryna Pamjalowa Nadseja Papok Wolha Chudsenka Maryna Pautaran |
| Slalom Einer-Kajak | Émilie Fer                                                               | Jessica Fox                                                                      | Maialen Chourraut                                                     |

## Ergebnisse Kanurennsport

### Männer

#### Einer-Kajak 200 m
Finale: 11. August 2012, 9:30 Uhr
| Platz | Land | Sportler            | 1. Vorlauf | 2. Vorlauf | 3. Vorlauf | 1. Halbfinale      | 2. Halbfinale      | B-Finale           | Finale             |
| ----- | ---- | ------------------- | ---------- | ---------- | ---------- | ------------------ | ------------------ | ------------------ | ------------------ |
| 01    | GBR  | Ed McKeever         | –          | 35,087OB   | –          | –                  | 35,619             | –                  | 36,246             |
| 02    | ESP  | Saúl Craviotto      | –          | –          | 35,552     | 35,597             | –                  | –                  | 36,540             |
| 03    | CAN  | Mark de Jonge       | 35,396OB   | –          | –          | 35,595             | –                  | –                  | 36,657             |
| 04    | FRA  | Maxime Beaumont     | –          | –          | 35,571     | –                  | 35,814             | –                  | 36,688             |
| 05    | RUS  | Jewgeni Salachow    | –          | 35,652     | –          | 36,312             | –                  | –                  | 36,825             |
| 06    | HUN  | Miklós Dudás        | –          | 35,323     | –          | –                  | 35,993             | –                  | 36,830             |
| 07    | SRB  | Marko Novaković     | –          | 35,212     | –          | 36,293             | –                  | –                  | 37,094             |
| 08    | GER  | Ronald Rauhe        | –          | –          | 36,817     | –                  | 36,183             | –                  | 37,553             |
| 09    | DEN  | Kasper Bleibach     | –          | –          | 36,610     | 36,667             | –                  | 37,802             | –                  |
| 10    | LTU  | Egidijus Balčiūnas  | 36,173     | –          | –          | –                  | 36,495             | 37,995             | –                  |
| 11    | JPN  | Momotarō Matsushita | 36,096     | –          | –          | 37,201             | –                  | 38,040             | –                  |
| 12    | ECU  | César de Cesare     | 36,181     | -          | -          | 36,975             | –                  | 38,075             | –                  |
| 13    | BEL  | Maxime Richard      | –          | 36,125     | –          | –                  | 37,029             | 38,435             | –                  |
| 14    | POL  | Piotr Siemionowski  | 35,990     | –          | –          | –                  | 36,507             | 38,585             | –                  |
| 15    | USA  | Tim Hornsby         | –          | 36,560     | –          | –                  | 37,660             | 39,370             | –                  |
| 16    | CHN  | Zhou Yubo           | –          | –          | 38,316     | 39,042             | –                  | 40,157             | –                  |
| 17    | AUS  | Murray Stewart      | 37,202     | –          | –          | nicht qualifiziert | nicht qualifiziert | nicht qualifiziert | nicht qualifiziert |
| 18    | TUN  | Mohamed Ali Mrabet  | 38,291     | –          | –          | nicht qualifiziert | nicht qualifiziert | nicht qualifiziert | nicht qualifiziert |
| 19    | COK  | Joshua Utanga       | –          | –          | 38,966     | nicht qualifiziert | nicht qualifiziert | nicht qualifiziert | nicht qualifiziert |
| 20    | EGY  | Mostafa Mansour     | –          | 40,507     | –          | nicht qualifiziert | nicht qualifiziert | nicht qualifiziert | nicht qualifiziert |

#### Einer-Kajak 1000 m
Finale: 8. August 2012, 9:30 Uhr
| Platz | Land | Sportler                  | 1. Vorlauf | 2. Vorlauf | 3. Vorlauf | 1. Halbfinale      | 2. Halbfinale      | B-Finale           | Finale             |
| ----- | ---- | ------------------------- | ---------- | ---------- | ---------- | ------------------ | ------------------ | ------------------ | ------------------ |
| 01    | NOR  | Eirik Verås Larsen        | –          | –          | 3:31,288   | 3:29,547           | –                  | –                  | 3:26,462           |
| 02    | CAN  | Adam van Koeverden        | 3:28,697   | –          | –          | 3:28,209           | –                  | –                  | 3:27,170           |
| 03    | GER  | Max Hoff                  | –          | –          | 3:30,709   | –                  | 3:29,294           | –                  | 3:27,759           |
| 04    | DEN  | René Holten Poulsen       | –          | –          | 3:30,284   | 3:30,247           | –                  | –                  | 3:29,483           |
| 05    | SWE  | Anders Gustafsson         | –          | 3:34,419   | –          | –                  | 3:31,149           | –                  | 3:29,919           |
| 06    | BLR  | Aleh Jurenja              | –          | 3:36,012   | –          | –                  | 3:29,825           | –                  | 3:32,396           |
| 07    | ESP  | Francisco Cubelos Sánchez | –          | 3:37,791   | –          | –                  | 3:31,833           | –                  | 3:32,521           |
| 08    | GBR  | Tim Brabants              | 3:31,869   | –          | –          | 3:30,769           | –                  | –                  | 3:34,833           |
| 09    | CUB  | Jorge Antonio Garcia      | 3:30,852   | –          | –          | –                  | 3:31,937           | 3:29,938           | –                  |
| 10    | SRB  | Marko Tomićević           | 3:30,693   | –          | –          | –                  | 3:43,589           | 3:30,754           | –                  |
| 11    | BUL  | Miroslaw Kirtschew        | 3:30,768   | –          |            | 3:30,818           | –                  | 3:33,051           | –                  |
| 12    | FRA  | Cyrille Carré             | –          | –          | 3:32,705   | 3:38,981           | –                  | 3:33,513           | –                  |
| 13    | TUN  | Mohamed Ali Mrabet        | –          | –          | 3:32,204   | –                  | 3:44,545           | 3:33,515           | –                  |
| 14    | NZL  | Ben Fouhy                 | –          | 3:35,610   | –          | 3:32,572           | –                  | 3:34,710           | –                  |
| 15    | CHN  | Zhou Yubo                 | –          | 3:36,994   | –          | 3:36,163           | –                  | 3:36,110           | –                  |
| 16    | AUS  | Murray Stewart            | –          | –          | 3:32,768   | –                  | 3:32,975           | 3:40,834           | –                  |
| 17    | RUS  | Pawel Nikolajew           | 3:35,466   | –          | –          | nicht qualifiziert | nicht qualifiziert | nicht qualifiziert | nicht qualifiziert |
| 18    | ITA  | Maximilian Benassi        | 3:35,543   | –          | –          | nicht qualifiziert | nicht qualifiziert | nicht qualifiziert | nicht qualifiziert |
| 19    | IRN  | Ahmad Reza Talebian       | –          | 3:39,504   | –          | nicht qualifiziert | nicht qualifiziert | nicht qualifiziert | nicht qualifiziert |
| 20    | SVK  | Marek Krajčovič           | –          | –          | 3:39,649   | nicht qualifiziert | nicht qualifiziert | nicht qualifiziert | nicht qualifiziert |
| 21    | EGY  | Mostafa Mansour           | –          | 4:09,651   | –          | nicht qualifiziert | nicht qualifiziert | nicht qualifiziert | nicht qualifiziert |
| 22    | COK  | Joshua Utanga             | 4:32,064   | –          | –          | nicht qualifiziert | nicht qualifiziert | nicht qualifiziert | nicht qualifiziert |

#### Zweier-Kajak 200 m
Finale: 11. August 2012, 10:41 Uhr
| Platz | Land | Sportler                                     | 1. Vorlauf       | 2. Vorlauf       | 1. Halbfinale      | 2. Halbfinale      | B-Finale         | Finale           |
| ----- | ---- | -------------------------------------------- | ---------------- | ---------------- | ------------------ | ------------------ | ---------------- | ---------------- |
| 01    | RUS  | Juri Postrigai / Alexander Djatschenko       | 32,321OB         | –                | 32,051OB           | –                  | –                | 33,507           |
| 02    | BLR  | Raman Petruschenka / Wadsim Machneu          | –                | 33,129           | –                  | 32,641             | –                | 34,266           |
| 03    | GBR  | Liam Heath / Jon Schofield                   | –                | 33,364           | 32,940             | –                  | –                | 34,421           |
| 04    | FRA  | Arnaud Hybois / Sébastien Jouve              | 32,933           | –                | –                  | 32,668             | –                | 35,012           |
| 05    | ARG  | Miguel Antonio Correa / Rubén Voisard Rezola | –                | 33,623           | 33,105             | –                  | –                | 35,271           |
| 06    | AUS  | Jesse Phillips / Stephen Bird                | –                | 34,120           | –                  | 34,071             | –                | 35,315           |
| 07    | CAN  | Ryan Cochrane / Hugues Fournel               | 33,407           | –                | 33,500             | –                  | –                | 35,396           |
| 08    | GER  | Ronald Rauhe / Jonas Ems                     | 32,905           | –                | –                  | 32,662             | –                | 35,405           |
| 09    | KAZ  | Alexei Dergunow / Jewgeni Alexejew           | 34,254           | –                | nicht qualifiziert | nicht qualifiziert | 35,494           | nicht qual.      |
| 10    | JPN  | Hiroki Watanabe / Momotarō Matsushita        | –                | 34,669           | nicht qualifiziert | nicht qualifiziert | 35,739           | nicht qual.      |
| 11    | LAT  | Krists Straume / Aleksejs Rumjancevs         | –                | 34,447           | –                  | 34,140             | 36,110           | nicht qual.      |
| 12    | BEL  | Olivier Cauwenbergh / Laurens Pannecoucke    | –                | 35,297           | nicht qualifiziert | nicht qualifiziert | 36,336           | nicht qual.      |
| 13    | ROU  | Ionut Mitrea / Bogdan Mada                   | 33,978           | –                | 34,253             | –                  | 46,495           | nicht qual.      |
| 14    | POR  | Fernando Pimenta / Emanuel Silva             | nicht angetreten | nicht angetreten | nicht angetreten   | nicht angetreten   | nicht angetreten | nicht angetreten |

OB: olympische Bestzeit

#### Zweier-Kajak 1000 m
Finale: 8. August 2012, 10:16 Uhr
| Platz | Land | Sportler                                  | 1. Vorlauf | 2. Vorlauf | Halbfinale | B-Finale | Finale      |
| ----- | ---- | ----------------------------------------- | ---------- | ---------- | ---------- | -------- | ----------- |
| 01    | HUN  | Rudolf Dombi / Roland Kökény              | –          | 3:11,393   | –(1)       | –        | 3:09,646    |
| 02    | POR  | Fernando Pimenta / Emanuel Silva          | –          | 3:13,710   | 3:14,017   | –        | 3:09,699    |
| 03    | GER  | Martin Hollstein / Andreas Ihle           | 3:15,263   | –          | –(1)       | –        | 3:10,117    |
| 04    | AUS  | David Smith / Ken Wallace                 | 3:19,073   | –          | 3:13,239   | –        | 3:11,456    |
| 05    | SWE  | Markus Oscarsson / Henrik Nilsson         | –          | 3:16,590   | 3:13,125   | –        | 3:11,803    |
| 06    | RUS  | Ilja Medwedew / Anton Rjachow             | –          | 3:21,086   | 3:12,901   | –        | 3:12,047    |
| 07    | NZL  | Darryl Fitzgerald / Steven Ferguson       | –          | 3:16,608   | 3:15,307   | –        | 3:12,117    |
| 08    | SVK  | Peter Gelle / Erik Vlček                  | 3:19,571   | –          | 3:12,690   | –        | 3:12,519    |
| 09    | DEN  | Kim Wraae Knudsen / Emil Stær             | –          | 3:17,020   | 3:15,580   | 3:12,820 | nicht qual. |
| 10    | BEL  | Olivier Cauwenbergh / Laurens Pannecoucke | 3:24,304   | –          | 3:15,655   | 3:13,298 | nicht qual. |
| 11    | KAZ  | Alexei Dergunow / Jewgeni Alexejew        | 3:32,176   | –          | 3:17,788   | 3:14,867 | nicht qual. |
| 12    | CAN  | Ryan Cochrane / Hugues Fournel            | 3:55,748   | –          | 3:29,819   | 3:18,550 | nicht qual. |

(1) Die beiden Vorlaufersten waren direkt für das Finale qualifiziert.

#### Vierer-Kajak 1000 m
Finale: 9. August 2012, 9:48 Uhr
| Platz | Land | Sportler                                                        | 1. Vorlauf | 2. Vorlauf | Halbfinale | Finale             |
| ----- | ---- | --------------------------------------------------------------- | ---------- | ---------- | ---------- | ------------------ |
| 01    | AUS  | Jacob Clear/David Smith Tate Smith/Murray Stewart               | –          | 2:59,789   | 2:52,505   | 2:55,085           |
| 02    | HUN  | Zoltán Kammerer/Tamás Kulifai Dániel Pauman/Dávid Tóth          | –          | 2:54,153   | –(1)       | 2:55,699           |
| 03    | CZE  | Josef Dostál/Daniel Havel Jan Štěrba/Lukáš Trefil               | –          | 2:54,267   | 2:53,984   | 2:55,850           |
| 04    | GER  | Norman Bröckl/Marcus Groß Max Hoff/Tim Wieskötter               | 2:56,987   | –          | 2:53,575   | 2:56,172           |
| 05    | DEN  | René Holten Poulsen/Kasper Bleibach Kim Wraae Knudsen/Emil Stær | 3:05,134   | –          | 2:56,003   | 2:56,542           |
| 06    | SVK  | Peter Gelle/Martin Jankovec Juraj Tarr/Erik Vlček               | 2:55,173   | –          | –(1)       | 2:56,771           |
| 07    | RUS  | Ilja Medwedew/Pawel Nikolajew Oleg Schestkow/Anton Wassiljew    | –          | 3:04,781   | 2:54,303   | 2:57,375           |
| 08    | ROU  | Ionel Gavrilă/Ștefan Vasile Toni Ioneticu/Traian Neagu          | 3:12,371   | –          | 2:55,027   | 2:58,223           |
| 09    | SRB  | Milenko Zorić/Ervin Holpert/Aleksandar Aleksić/Dejan Terzić     | 3:21,437   | –          | 2:56,346   | nicht qualifiziert |
| 10    | CHN  | Zhang Hongpeng/Zhou Peng Shen Jie/Huang Zhipeng                 | –          | 3:14,234   | 3:00,315   | nicht qualifiziert |

(1) Die beiden Vorlaufersten waren direkt für das Finale qualifiziert.

#### Einer-Canadier 200 m
Finale: 11. August 2012, 9:47 Uhr
| Platz | Land | Sportler             | 1. Vorlauf | 2. Vorlauf | 3. Vorlauf | 4. Vorlauf | 1. Halbfinale      | 2. Halbfinale      | 3. Halbfinale      | B-Finale           | Finale             |
| ----- | ---- | -------------------- | ---------- | ---------- | ---------- | ---------- | ------------------ | ------------------ | ------------------ | ------------------ | ------------------ |
| 01    | UKR  | Jurij Tscheban       | -          | -          | -          | 41,036 s   | -                  | –                  | 40,647 s           | –                  | 42,291 s           |
| 02    | RUS  | Iwan Schtyl          | –          | 41,378 s   | –          | –          | –                  | 40,346 sOB         | –                  | –                  | 42,853 s           |
| 03    | ESP  | Alfonso Benavides    | –          | –          | 40,993 s   | –          | –                  | 40,619 s           | –                  | –                  | 43,038 s           |
| 05    | BLR  | Dsjanis Harascha     | –          | –          | 41,290 s   | –          | –                  | –                  | 41,427 s           | –                  | 43,545 s           |
| 06    | SVK  | Ľubomír Hagara       | –          | –          | 43,507 s   | –          | –                  | 41,472 s           | –                  | –                  | 43,977 s           |
| 07    | FRA  | Mathieu Goubel       | 41,248 sOB | –          | –          | –          | 41,938 s           | –                  | –                  | –                  | 44,045 s           |
| 08    | JPN  | Naoya Sakamoto       | 41,404 s   | –          | –          | –          | –                  | –                  | 41,771 s           | –                  | 44,699 s           |
| 09    | IRL  | Andrzej Jezierski    | 41,404 s   | –          | –          | –          | –                  | 42,012 s           | –                  | 44,041 s           | nicht qual.        |
| 10    | UZB  | Vadim Menkov         | –          | –          | 42,171 s   | –          | 42,944 s           | –                  | –                  | 44,168 s           | nicht qual.        |
| 11    | HUN  | Attila Vajda         | –          | –          | –          | 44,761 s   | –                  | –                  | 42,970 s           | 44,466 s           | nicht qual.        |
| 12    | BRA  | Ronilson Oliviera    | 42,216 s   | –          | –          | –          | 42,560 s           | –                  | –                  | 44,586 s           | nicht qual.        |
| 13    | CAN  | Jason McCoombs       | 41,742 s   | –          | –          | –          | –                  | –                  | 42,255 s           | 44,973 s           | nicht qual.        |
| 14    | KAZ  | Alexander Djadtschuk | –          | –          | –          | 43,204 s   | –                  | 42,359 s           | –                  | 45,283 s           | nicht qual.        |
| 15    | CHN  | Li Qiang             | –          | –          | 42,004 s   | –          | 42,149 s           | –                  | –                  | 45,852 s           | nicht qual.        |
| 16    | GER  | Sebastian Brendel    | –          | 41,511 s   | –          | –          | 42,161 s           | –                  | –                  | 47,295 s           | nicht qual.        |
| 17    | GBR  | Richard Jefferies    | –          | 42,516 s   | –          | –          | –                  | –                  | 43,213 s           | nicht qualifiziert | nicht qualifiziert |
| 18    | AUS  | Sebastian Marczak    | 42,845 s   | –          | –          | –          | –                  | 43,441 s           | –                  | nicht qualifiziert | nicht qualifiziert |
| 19    | TUN  | Khaled Houcine       | –          | –          | –          | 44,395 s   | –                  | 44,373 s           | –                  | nicht qualifiziert | nicht qualifiziert |
| 20    | POL  | Piotr Kuleta         | –          | 44,645 s   | –          | –          | 45,348 s           | –                  | –                  | nicht qualifiziert | nicht qualifiziert |
| 21    | MEX  | Jose Cristobal       | –          | 44,459 s   | –          | –          | –                  | –                  | 44,571 s           | nicht qualifiziert | nicht qualifiziert |
| 22    | SEN  | Ndiatte Gueye        | –          | –          | –          | 51,708 s   | 50,798 s           | –                  | –                  | nicht qualifiziert | nicht qualifiziert |
| 23    | AGO  | Nelson Henriques     | –          | 55,268 s   | –          | –          | –                  | 50,876 s           | –                  | nicht qualifiziert | nicht qualifiziert |
| 24    | SAM  | Rudolph Williams     | –          | –          | 51,483 s   | –          | –                  | –                  | 54,471 s           | nicht qualifiziert | nicht qualifiziert |
| 25    | AZE  | Valentin Demjanenko  | 44,194 s   | –          | –          | –          | nicht qualifiziert | nicht qualifiziert | nicht qualifiziert | nicht qualifiziert | nicht qualifiziert |
| DSQ   | LTU  | Jevgenijus Šuklinas  | –          | –          | –          | 41,288 s   | 41,483 s           | –                  | –                  | –                  | 42,792 s           |

OB: olympische Bestzeit

#### Einer-Canadier 1000 m
| Platz | Land | Sportler                | 1. Vorlauf 6. August 2012 10:45 Uhr | 2. Vorlauf 6. August 2012 11:02 Uhr | 3. Vorlauf 6. August 2012 11:10 Uhr | 1. Halbfinale 6. August 2012 12:14 Uhr | 2. Halbfinale 6. August 2012 12:22 Uhr | B-Finale      | Finale 8. August 2012 9:48 Uhr |
| ----- | ---- | ----------------------- | ----------------------------------- | ----------------------------------- | ----------------------------------- | -------------------------------------- | -------------------------------------- | ------------- | ------------------------------ |
| 01    | GER  | Sebastian Brendel       | –                                   | 3:56,469 min                        | –                                   | 3:52,122 min                           | –                                      | –             | 3:47,176 min                   |
| 02    | ESP  | David Cal               | –                                   | 3:54,590 min                        | –                                   | 3:52,767 min                           | –                                      | –             | 3:48,053 min                   |
| 03    | CAN  | Mark Oldershaw          | –                                   | 3:55,211 min                        | –                                   | –                                      | 3:52,197 min                           | –             | 3:48,502 min                   |
| 04    | UZB  | Vadim Menkov            | –                                   | –                                   | 4:05,895 min                        | 3:53,257 min                           | –                                      | –             | 3:49,255 min                   |
| 05    | FRA  | Mathieu Goubel          | 3:58,122 min                        | –                                   | –                                   | –                                      | 3:51,811 min                           | –             | 3:50,758 min                   |
| 06    | HUN  | Attila Vajda            | 3:59,853 min                        | –                                   | –                                   | 3:52,365 min                           | –                                      | –             | 3:50,926 min                   |
| 07    | BLR  | Aljaksandr Schukouski   | –                                   | –                                   | 4:06,190 min                        | –                                      | 3:54,002 min                           | –             | 3:51,166 min                   |
| 08    | RUS  | Ilja Schtokalow         | 4:04,109 min                        | –                                   | –                                   | –                                      | 3:53,305 min                           | –             | 3:51,535 min                   |
| 09    | POL  | Piotr Kuleta            | –                                   | 4:04,889 min                        | –                                   | 3:53,802 min                           | –                                      | 3:54,414 min  | nicht qualifiziert             |
| 10    | MEX  | José Everardo Cristóbal | –                                   | 3:58,673 min                        | –                                   | –                                      | 3:54,590 min                           | 3:56,118 min  | nicht qualifiziert             |
| 11    | ROU  | Iosif Chirilă           | –                                   | –                                   | 4:05,863 min                        | –                                      | 4:07,794 min                           | 3:59,730 min  | nicht qualifiziert             |
| 12    | AUS  | Jake Donaghey           | 4:21,928 min                        | –                                   | –                                   | 4:26,202 min                           | –                                      | 4:22,005 min  | nicht qualifiziert             |
| 13    | SEN  | Ndiatte Gueye           | 4:33,884 min                        | –                                   | –                                   | –                                      | 4:37,171 min                           | 4:32,251 min  | nicht qualifiziert             |
| 14    | ANG  | Fortunato Luis Pacavira | –                                   | 4:39,723 min                        | –                                   | 4:43,027 min                           | –                                      | 4:35,017 min  | nicht qualifiziert             |
| 15    | GBR  | Richard Jefferies       | –                                   | –                                   | 4:48,511 min                        | –                                      | 4:49,874 min                           | 4:42,992 min  | nicht qualifiziert             |
| 16    | KAZ  | Alexander Djadtschuk    | –                                   | –                                   | 4:44,175 min                        | 4:56,724 min                           | –                                      | 4:55,737 min  | nicht qualifiziert             |
| 17    | SAM  | Rudolf Berking-Williams | 4:54,211 min                        | –                                   | –                                   | ausgeschieden                          | ausgeschieden                          | ausgeschieden | ausgeschieden                  |

#### Zweier-Canadier 1000 m
| Platz | Land | Sportler                                      | 1. Vorlauf 7. August 2012 10:46 Uhr | 2. Vorlauf 7. August 2012 10:54 Uhr | 1. Halbfinale 7. August 2012 12:09 Uhr               | 2. Halbfinale 7. August 2012 12:17 Uhr               | B-Finale                                             | Finale 9. August 2012 9:30 Uhr |
| ----- | ---- | --------------------------------------------- | ----------------------------------- | ----------------------------------- | ---------------------------------------------------- | ---------------------------------------------------- | ---------------------------------------------------- | ------------------------------ |
| 01    | GER  | Peter Kretschmer/Kurt Kuschela                | 3:34,435                            | –                                   | als Vorlauferster direkt für das Finale qualifiziert | als Vorlauferster direkt für das Finale qualifiziert | als Vorlauferster direkt für das Finale qualifiziert | 3:33,804                       |
| 02    | BLR  | Andrej Bahdanowitsch/Aljaksandr Bahdanowitsch | –                                   | 3:42,599                            | 3:36,540                                             | –                                                    | –                                                    | 3:35,206                       |
| 03    | RUS  | Alexei Korowaschkow/Ilja Perwuchin            | 3:37,568                            | –                                   | 3:36,456                                             | –                                                    | –                                                    | 3:36,414                       |
| 04    | AZE  | Serhij Besuhlyj/Maksym Prokopenko             | –                                   | 3:38,042                            | als Vorlauferster direkt für das Finale qualifiziert | als Vorlauferster direkt für das Finale qualifiziert | als Vorlauferster direkt für das Finale qualifiziert | 3:37,219                       |
| 05    | CZE  | Filip Dvořák/Jaroslav Radoň                   | 3:38,711                            | –                                   | –                                                    | 3:37,839                                             | –                                                    | 3:37,601                       |
| 06    | CUB  | Serguey Torres/José Carlos Bulnes             | –                                   | 3:44,341                            | –                                                    | 3:41,619                                             | –                                                    | 3:42,357                       |
| 07    | ROU  | Liviu Dumitrescu-Lazar/Victor Mihalachi       | –                                   | 3:43,787                            | 3:36,551                                             | –                                                    | –                                                    | 3:43,005                       |
| 08    | CHN  | Huang Maoxing/Li Quian                        | 3:38,483                            | –                                   | –                                                    | 3:37,746                                             | –                                                    | 3:48,930                       |
| 09    | POL  | Marcin Grzybowski/Tomasz Kaczor               | 3:38,759                            | –                                   | 3:37,695                                             | –                                                    | 3:37,692                                             | DNQ                            |
| 10    | BRA  | Ronilson Oliveira/Erlon Souza                 | –                                   | 3:41,014                            | –                                                    | 3:42,101                                             | 3:41,484                                             | DNQ                            |
| 11    | AUS  | Jake Donaghey/Alex Haas                       | 3:52,589                            | –                                   | 3:52,018                                             | –                                                    | 3:50,782                                             | DNQ                            |
| 12    | ANG  | Nelson Henriques/Fortunato Luis Pacavira      | –                                   | 4:16,478                            | –                                                    | 4:18,543                                             | 4:15,497                                             | DNQ                            |

### Frauen

#### Einer-Kajak 200 m
Finale: 11. August 2012, 10:14 Uhr
| Platz | Land | Sportlerin              | 1. Vorlauf | 2. Vorlauf | 3. Vorlauf | 4. Vorlauf | 1. Halbfinale      | 2. Halbfinale      | 3. Halbfinale      | B-Finale           | Finale             |
| ----- | ---- | ----------------------- | ---------- | ---------- | ---------- | ---------- | ------------------ | ------------------ | ------------------ | ------------------ | ------------------ |
| 01    | NZL  | Lisa Carrington         | 41,401     | –          | –          | –          | 40,528             | –                  | –                  | –                  | 44,638             |
| 02    | UKR  | Inna Ossypenko-Radomska | –          | –          | 42,119     | –          | 41,360             | –                  | –                  | –                  | 45,053             |
| 03    | HUN  | Natasa Duschew-Janics   | 41,221     | –          | –          | –          | –                  | –                  | 40,570             | –                  | 45,128             |
| 04    | ESP  | Teresa Portela          | –          | 41,263     | –          | –          | 40,898             | –                  | –                  | –                  | 45,326             |
| 05    | POL  | Marta Walczykiewicz     | –          | 42,290     | –          | –          | –                  | –                  | 40,905             | –                  | 45,500             |
| 06    | RUS  | Natalija Lobowa         | 42,447     | –          | –          | –          | –                  | 41,413             | –                  | –                  | 45,961             |
| 07    | GBR  | Jess Walker             | –          | 42,388     | –          | –          | –                  | 41,734             | –                  | –                  | 46,161             |
| 08    | POR  | Teresa Portela          | –          | –          | 42,673     | –          | –                  | –                  | 41,562             | –                  | 46,549             |
| 09    | FIN  | Jenni Honkanen-Mikkonen | –          | –          | –          | 42,656     | 41,859             | –                  | –                  | 44,643             | nicht qual.        |
| 10    | SLO  | Špela Ponomarenko Janić | –          | –          | –          | 42,884     | 42,209             | –                  | –                  | 44,953             | nicht qual.        |
| 11    | SRB  | Nikolina Moldovan       | –          | 42,383     | –          | –          | –                  | 42,394             | –                  | 45,064             | nicht qual.        |
| 12    | CUB  | Darisleydis Amador      | –          | 42,761     | –          | –          | –                  | –                  | 41,949             | 45,099             | nicht qual.        |
| 13    | JPN  | Shinobu Kitamoto        | –          | –          | –          | 42,007     | –                  | 41,816             | –                  | 45,387             | nicht qual.        |
| 14    | SVK  | Ivana Kmeťová           | –          | –          | 43,445     | –          | –                  | 42,510             | –                  | 45,556             | nicht qual.        |
| 15    | GER  | Silke Hörmann           | –          | –          | 42,697     | –          | –                  | –                  | 42,005             | 45,686             | nicht qual.        |
| 16    | AUS  | Alana Nicholls          | –          | –          | –          | 42,453     | –                  | –                  | 41,595             | 45,819             | nicht qual.        |
| 17    | CHN  | Yu Zhou                 | –          | 42,885     | –          | –          | 42,279             | –                  | –                  | nicht qualifiziert | nicht qualifiziert |
| 18    | KAZ  | Natalja Sergejewa       | –          | –          | 43,257     | –          | 42,602             | –                  | –                  | nicht qualifiziert | nicht qualifiziert |
| 19    | USA  | Carrie Johnson          | 43,355     | –          | –          | –          | 43,321             | –                  | –                  | nicht qualifiziert | nicht qualifiziert |
| 20    | SWE  | Sofia Paldanius         | –          | –          | 42,596     | –          | –                  | 42,688             | –                  | nicht qualifiziert | nicht qualifiziert |
| 21    | DEN  | Henriette Engel Hansen  | 42,866     | –          | –          | –          | –                  | 42,821             | –                  | nicht qualifiziert | nicht qualifiziert |
| 22    | BLR  | Marharyta Zischkewitsch | –          | –          | –          | 43,841     | –                  | 43,033             | –                  | nicht qualifiziert | nicht qualifiziert |
| 23    | CAN  | Émilie Fournel          | 43,117     | –          | –          | –          | –                  | –                  | 43,030             | nicht qualifiziert | nicht qualifiziert |
| 24    | UZB  | Julia Borzowa           | –          | –          | –          | 44,872     | –                  | –                  | 44,426             | nicht qualifiziert | nicht qualifiziert |
| 25    | ITA  | Norma Murabito          | 43,820     | –          | –          | –          | nicht qualifiziert | nicht qualifiziert | nicht qualifiziert | nicht qualifiziert | nicht qualifiziert |
| 26    | IRN  | Arezoo Hakimi           | –          | 44,576     | –          | –          | nicht qualifiziert | nicht qualifiziert | nicht qualifiziert | nicht qualifiziert | nicht qualifiziert |
| 27    | SIN  | Geraldine Lee           | 45,552     | –          | –          | –          | nicht qualifiziert | nicht qualifiziert | nicht qualifiziert | nicht qualifiziert | nicht qualifiziert |
| 28    | RSA  | Tiffany Kruger          | –          | –          | 46,122     | –          | nicht qualifiziert | nicht qualifiziert | nicht qualifiziert | nicht qualifiziert | nicht qualifiziert |
| 29    | TUN  | Afef Ben Ismail         | –          | –          | –          | 48,998     | nicht qualifiziert | nicht qualifiziert | nicht qualifiziert | nicht qualifiziert | nicht qualifiziert |

#### Einer-Kajak 500 m
Finale: 9. August 2012, 10:08 Uhr
| Platz | Land | Sportlerin              | 1. Vorlauf | 2. Vorlauf | 3. Vorlauf | 4. Vorlauf | 1. Halbfinale | 2. Halbfinale | 3. Halbfinale | B-Finale           | Finale             |
| ----- | ---- | ----------------------- | ---------- | ---------- | ---------- | ---------- | ------------- | ------------- | ------------- | ------------------ | ------------------ |
| 01    | HUN  | Danuta Kozák            | –          | 1:52,828   | –          | –          | –             | 1:50,469      | –             | –                  | 1:51,456           |
| 02    | UKR  | Inna Ossypenko-Radomska | –          | –          | 1:52,268   | –          | 1:51,515      | –             | –             | –                  | 1:52,685           |
| 03    | RSA  | Bridgitte Hartley       | –          | 1:53,051   | –          | –          | 1:51,286      | –             | –             | –                  | 1:52,923           |
| 04    | SWE  | Sofia Paldanius         | –          | –          | 1:51,212   | –          | –             | 1:51,945      | –             | –                  | 1:53,197           |
| 05    | ITA  | Josefa Idem             | –          | 1:55,619   | –          | –          | –             | –             | 1:52,232      | –                  | 1:53,223           |
| 06    | GBR  | Rachel Cawthorn         | –          | –          | –          | 1:53,491   | –             | –             | 1:52,542      | –                  | 1:53,345           |
| 07    | DEN  | Henriette Engel Hansen  | 1:52,650   | –          | –          | –          | –             | 1:51,929      | –             | –                  | 1:54,110           |
| 08    | FIN  | Anne Rikala             | 1:52,641   | –          | –          | –          | 1:51,852      | –             | –             | –                  | 1:54,333           |
| 09    | GER  | Katrin Wagner-Augustin  | 1:53,438   | –          | –          | –          | –             | –             | 1:53,241      | 1:52,402           | nicht. qual.       |
| 10    | POL  | Aneta Konieczna         | –          | –          | 1:52,069   | –          | 1:52,193      | –             | –             | 1:53,356           | nicht. qual.       |
| 11    | POR  | Teresa Portela          | –          | –          | 1:51,887   | –          | –             | –             | 1:53,064      | 1:53,597           | nicht qual.        |
| 12    | SLO  | Špela Ponomarenko Janić | –          | –          | –          | 2:01,520   | –             | –             | 1:53,341      | 1:53,718           | nicht qual.        |
| 13    | KAZ  | Natalja Sergejewa       | –          | –          | –          | 1:54,445   | –             | 1:53,888      | –             | 1:54,707           | nicht qual.        |
| 14    | CAN  | Émilie Fournel          | –          | 1:58,740   | –          | –          | 1:54,120      | –             | –             | 1:56,058           | nicht qual.        |
| 15    | NZL  | Teneale Hatton          | 1:56,741   | –          | –          | –          | –             | 1:54,504      | –             | 1:56,103           | nicht qual.        |
| 16    | AUS  | Alana Nicholls          | –          | –          | –          | 1:53,823   | 1:52,224      | –             | –             | 1:59,033           | nicht qual.        |
| 17    | CUB  | Darisleydis Amador      | 1:56,038   | –          | –          | –          | 1:58,762      | –             | –             | nicht qualifiziert | nicht qualifiziert |
| 18    | TUN  | Afef Ben Ismail         | –          | –          | –          | 2:07,705   | 2:15,362      | –             | –             | nicht qualifiziert | nicht qualifiziert |
| 19    | NOR  | Mira Verås Larsen       | –          | –          | 1:55,923   | –          | –             | 1:57,354      | –             | nicht qualifiziert | nicht qualifiziert |
| 20    | SIN  | Geraldine Lee           | –          | –          | –          | 2:01,037   | –             | 2:01,516      | –             | nicht qualifiziert | nicht qualifiziert |
| 21    | USA  | Carrie Johnson          | 1:53,983   | –          | –          | –          | –             | –             | 1:54,628      | nicht qualifiziert | nicht qualifiziert |
| 22    | RUS  | Juliana Salachowa       | –          | 1:56,621   | –          | –          | –             | –             | 1:57,761      | nicht qualifiziert | nicht qualifiziert |
| 23    | UZB  | Juliana Borzowa         | –          | –          | 2:03,893   | –          | –             | –             | 2:00,584      | nicht qualifiziert | nicht qualifiziert |
| 24    | BLR  | Marharyta Zischkewitsch | –          | 2:01,216   | –          | –          | –             | disqual.      | –             | nicht qualifiziert | nicht qualifiziert |

#### Zweier-Kajak 500 m
| Platz | Land | Sportlerinnen                      | 1. Vorlauf 7. August 2012 11:35 Uhr | 2. Vorlauf 7. August 2012 11:42 Uhr | 3. Vorlauf 7. August 2012 11:49 Uhr | 1. Halbfinale 7. August 2012 12:51Uhr | 2. Halbfinale 7. August 2012 12:58 Uhr | B-Finale | Finale 9. August 2012 10:35 Uhr |
| ----- | ---- | ---------------------------------- | ----------------------------------- | ----------------------------------- | ----------------------------------- | ------------------------------------- | -------------------------------------- | -------- | ------------------------------- |
| 1     | GER  | Franziska Weber/Tina Dietze        | –                                   | 1:44,195                            | –                                   | 1:41,543                              | –                                      | –        | 1:42,213                        |
| 02    | HUN  | Katalin Kovács/Natasa Dusev-Janics | –                                   | –                                   | 1:43,984                            | 1:41,613                              | –                                      | –        | 1:43,278                        |
| 03    | POL  | Beata Mikołajczyk/Karolina Naja    | –                                   | –                                   | 1:48,271                            | 1:41,873                              | –                                      | –        | 1:44,000                        |
| 04    | CHN  | Wu Yanan/Zhou Yu                   | –                                   | 1:43,448                            | –                                   | –                                     | 1:41,863                               | –        | 1:44,136                        |
| 05    | AUT  | Yvonne Schuring/Viktoria Schwarz   | –                                   | –                                   | 1:46,374                            | –                                     | 1:42,317                               | –        | 1:44,785                        |
| 06    | POR  | Beatriz Gomes/Joana Vasconcelos    | –                                   | –                                   | 1:44,660                            | –                                     | 1:43,305                               | –        | 1:44,924                        |
| 07    | NZL  | Lisa Carrington/Erin Taylor        | –                                   | –                                   | 1:44,870                            | 1:42,764                              | –                                      | –        | 1:46,290                        |
| 08    | SRB  | Nikolina Moldovan/Olivera Moldovan | –                                   | 1:44,335                            | –                                   | –                                     | 1:43,586                               | –        | 1:48,941                        |
| 09    | BLR  | Maryna Paltaran/Wolha Chudsenka    | –                                   | 1:44,568                            | –                                   | 1:43,152                              | –                                      | 1:44,407 | –                               |
| 10    | SWE  | Karin Johansson/Josefin Nordlöw    | 1:44,437                            | –                                   | –                                   | 1:44,025                              | –                                      | 1:45,367 | –                               |
| 11    | GBR  | Louisa Sawers/Abigail Edmonds      | 1:46,564                            | –                                   | –                                   | 1:46,025                              | –                                      | 1:46,341 | –                               |
| 12    | AUS  | Lyndsie Fogarty/Naomi Flood        | 1:46,554                            | –                                   | –                                   | –                                     | 1:45,372                               | 1:47,650 | –                               |
| 13    | SVK  | Martina Kohlová/Ivana Kmeťová      | –                                   | 1:45,073                            | –                                   | –                                     | 1:43,653                               | 1:47,683 | –                               |
| 14    | CUB  | Yulitza Meneses/Dayexi Gandarela   | 1:46,587                            | –                                   | –                                   | –                                     | 1:51,428                               | 1:50,124 | –                               |
| 15    | RUS  | Wera Sobetowa/Natalija Lobowa      | 1:45,710                            | –                                   | –                                   | –                                     | 1:44,660                               | 1:52,277 | –                               |
| 16    | ROU  | Julianna Paleu/Irina Lauric        | 1:46,001                            | –                                   | –                                   | 1:49,216                              | –                                      | 1:52,468 | –                               |
| 17    | JPN  | Asumi Ōhmura/Shinobu Kitamoto      | –                                   | 1:47,323                            | –                                   | DNQ                                   | DNQ                                    | DNQ      | DNQ                             |

#### Vierer-Kajak 500 m
| Platz | Land | Sportlerinnen                                                        | 1. Vorlauf 6. August 2012 11:39 Uhr | 2. Vorlauf 6. August 2012 11:46 Uhr | Halbfinale 6. August 2012 12:51 Uhr | Finale 8. August 2012 10:44 Uhr |
| ----- | ---- | -------------------------------------------------------------------- | ----------------------------------- | ----------------------------------- | ----------------------------------- | ------------------------------- |
| 01    | HUN  | Krisztina Fazekas Zur/Katalin Kovács Danuta Kozák/Gabriella Szabó    | 1:35,769                            | –                                   | –                                   | 1:30,827                        |
| 02    | GER  | Tina Dietze/Carolin Leonhardt Franziska Weber/Katrin Wagner-Augustin | –                                   | 1:31,633                            | –                                   | 1:31,298                        |
| 03    | BLR  | Iryna Pamjalowa/Nadseja Papok Wolha Chudsenka/Maryna Pautaran        | –                                   | 1:33,676                            | 1:30,883                            | 1:31,400                        |
| 04    | POL  | Marta Walczykiewicz/Beata Mikołajczyk Aneta Konieczna/Karolina Naja  | –                                   | 1:35,843                            | 1:30,338                            | 1:31,607                        |
| 05    | GBR  | Rachel Cawthorn/Angela Hannah Louisa Sawers/Jessica Walker           | 1:37,355                            | –                                   | 1:32,550                            | 1:33,055                        |
| 06    | POR  | Beatriz Gomes/Helena Rodrigues Joana Vasconcelos/Teresa Portela      | –                                   | 1:32,785                            | –                                   | 1:33,453                        |
| 7     | RUS  | Julija Katschalowa/Natalija Lobowa Natalja Podolskaja/Wera Sobetowa  | –                                   | 1:33,680                            | 1:31,824                            | 1:33,459                        |
| 08    | CHN  | Ren Wenjun/Liu Haiping Li Zhangli/Yu Lamei/Sarah Guyot               | 1:40,022                            | –                                   | 1:33,303                            | 1:35,299                        |
| 09    | FRA  | Marie Delattre/Sarah Guyot Gabrielle Tuleu/Joanne Mayer              | 1:40,661                            | –                                   | 1:34,004                            | DNQ                             |
| 10    | SRB  | Renata Major-Kubik/Antonija Nađ Marta Tibor/Antonija Panda           | 1:40,756                            | –                                   | 1:33,823                            | DNQ                             |
| 11    | AUS  | Rachel Lovell/Hannah Davis Lyndsie Fogarty/Jo Brigden-Jones          | 1:41,794                            | –                                   | 1:33,671                            | DNQ                             |

## Ergebnisse Kanuslalom

### Männer

#### Einer-Kajak
| Platz | Land | Sportler            | 1. Vorlauf | 2. Vorlauf | Vorlauf-Wertung | Halbfinale | Finale 1. August 2012 15:15 Uhr |
| ----- | ---- | ------------------- | ---------- | ---------- | --------------- | ---------- | ------------------------------- |
| 01    | ITA  | Daniele Molmenti    | 91,40      | 88,68      | 88,68           | 96,37      | 93,43                           |
| 02    | CZE  | Vavřinec Hradilek   | 87,44      | 87,66      | 87,44           | 99,58      | 94,78                           |
| 03    | GER  | Hannes Aigner       | 92,56      | 83,49      | 83,49           | 97,60      | 94,92                           |
| 04    | POL  | Mateusz Polaczyk    | 88,51      | 88,60      | 88,51           | 96,36      | 96,14                           |
| 05    | ESP  | Samuel Hernanz      | 87,07      | 91,25      | 87,07           | 97,18      | 96,95                           |
| 06    | SLO  | Peter Kauzer        | 90,98      | 88,10      | 88,10           | 96,02      | 101,01                          |
| 07    | FRA  | Étienne Daille      | 90,12      | 241,73     | 90,12           | 100,55     | 101,87                          |
| 08    | AUT  | Helmut Oblinger     | 88,81      | 92,66      | 88,81           | 98,99      | 104,28                          |
| 09    | JPN  | Kazuki Yazawa       | 96,66      | 92,57      | 92,57           | 99,99      | 104,44                          |
| 10    | TGO  | Benjamin Boukpeti   | 95,28      | 90,52      | 90,52           | 98,13      | 154,23                          |
| 11    | BEL  | Mathieu Doby        | 92,47      | 87,92      | 87,92           | 102,58     | DNQ                             |
| 12    | GBR  | Richard Hounslow    | 94,40      | 89,12      | 89,12           | 104,30     | DNQ                             |
| 13    | SUI  | Michael Kurt        | 88,14      | 88,48      | 88,14           | 147,35     | DNQ                             |
| 14    | IRL  | Eoin Rheinisch      | 92,47      | 87,92      | 87,92           | 153,98     | DNQ                             |
| 15    | AUS  | Michael John Dawson | 96,66      | 92,57      | 92,57           | 207,63     | DNQ                             |
| 16    | USA  | Scott Parsons       | 94,16      | 141,72     | 94,16           | DNQ        | DNQ                             |
| 17    | CHN  | Huang Cunguang      | 94,40      | 94,54      | 94,40           | DNQ        | DNQ                             |
| 18    | AUS  | Warwick Draper      | 95,20      | 95,08      | 95,08           | DNQ        | DNQ                             |
| 19    | THA  | Hermann Husslein    | 100,67     | 95,11      | 95,11           | DNQ        | DNQ                             |
| 20    | CAN  | Michael Tayler      | 155,89     | 97,64      | 97,64           | DNQ        | DNQ                             |
| 21    | NGR  | Johnathan Akinyemi  | 104,70     | 146,95     | 104,70          | DNQ        | DNQ                             |
| 22    | CRO  | Dinko Mulic         | 293,58     | 143,28     | 143,28          | DNQ        | DNQ                             |

#### Einer-Canadier
| Platz | Land | Sportler                    | 1. Vorlauf | 2. Vorlauf | Vorlauf-Wertung | Halbfinale | Finale 31. Juli 2012 15:06 Uhr |
| ----- | ---- | --------------------------- | ---------- | ---------- | --------------- | ---------- | ------------------------------ |
| 1     | FRA  | Tony Estanguet              | 93,24      | 99,20      | 93,24           | 101,67     | 97,06                          |
| 02    | GER  | Sideris Tasiadis            | 96,12      | 92,83      | 92,83           | 98,94      | 98,09                          |
| 03    | SVK  | Michal Martikán             | 139,46     | 90,56      | 90,56           | 104,04     | 98,31                          |
| 04    | ESP  | Ander Elosegi               | 93,24      | 96,60      | 93,24           | 104,04     | 102,61                         |
| 05    | CZE  | Stanislav Ježek             | 94,09      | 206,82     | 94,09           | 104,37     | 105,73                         |
| 06    | AUS  | Kynan Maley                 | 96,07      | 96,68      | 96,68           | 105,49     | 107,08                         |
| 07    | JPN  | Takuya Haneda               | 101,13     | 92,72      | 92,72           | 104,16     | 110,62                         |
| 08    | SLO  | Benjamin Savšek             | 90,83      | 203,42     | 90,83           | 99,92      | 219,95                         |
| 09    | POL  | Grzegorz Kiljanek           | 101,03     | 93,50      | 93,50           | 106,14     | DNQ                            |
| 10    | GBR  | David Florence              | 101,60     | 93,04      | 93,04           | 106,16     | DNQ                            |
| 11    | RUS  | Alexander Lipatow           | 96,13      | 95,51      | 95,51           | 107,49     | DNQ                            |
| 12    | CHN  | Teng Zhiqiang               | 95,68      | 96,06      | 96,06           | 107,53     | DNQ                            |
| 13    | ITA  | Stefano Cipressi            | 96,40      | 99,74      | 99,74           | DNQ        | DNQ                            |
| 14    | USA  | Casey Eichfeld              | 97,04      | 102,02     | 102,02          | DNQ        | DNQ                            |
| 15    | GRE  | Christos Tsakmakis          | 165,79     | 105,22     | 105,22          | DNQ        | DNQ                            |
| 16    | ARG  | Sebastian Maximiliano Rossi | 109,41     | 107,52     | 107,52          | DNQ        | DNQ                            |
| 17    | KAZ  | Rafail Wergojasow           | 125,49     | 225,23     | 225,23          | DNQ        | DNQ                            |

#### Zweier-Canadier
| Platz | Land | Sportler                                | 1. Vorlauf | 2. Vorlauf | Vorlauf-Wertung | Halbfinale | Finale 2. August 2012 15:18 Uhr |
| ----- | ---- | --------------------------------------- | ---------- | ---------- | --------------- | ---------- | ------------------------------- |
| 01    | GBR  | Timothy Baillie / Etienne Stott         | 100,44     | 102,79     | 100,44          | 110,78     | 106,41                          |
| 02    | GBR  | David Florence / Richard Hounslow       | 108,23     | 101,08     | 101,08          | 108,93     | 106,77                          |
| 03    | SVK  | Pavol Hochschorner / Peter Hochschorner | 97,52      | 98,60      | 97,52           | 109,04     | 108,28                          |
| 04    | FRA  | Gauthier Klauss / Matthieu Péché        | 96,98      | 151,03     | 96,98           | 109,27     | 109,17                          |
| 05    | POL  | Piotr Szczepański / Marcin Pochwała     | 105,58     | 101,00     | 101,00          | 109,81     | 110,51                          |
| 06    | CHN  | Hu Minghai / Shu Junrong                | 103,36     | 99,05      | 99,05           | 110,70     | 112,85                          |
| 07    | CZE  | Jaroslav Volf / Ondřej Štěpánek         | 104,00     | 150,87     | 104,00          | 112,22     | DNQ                             |
| 08    | SLO  | Saso Taljat / Luka Božič                | 102,82     | 101,08     | 101,08          | 113,50     | DNQ                             |
| 09    | CZE  | Vavřinec Hradilek / Stanislav Ježek     | 106,91     | DNS        | 106,91          | 115,50     | DNQ                             |
| 10    | AUS  | Robin Jeffery / Kynan Maley             | 113,96     | 107,47     | 107,47          | 162,14     | DNQ                             |
| 11    | GER  | David Schröder / Frank Henze            | 107,50     | 107,79     | 107,50          | DNQ        | DNQ                             |
| 12    | USA  | Jeff Larimer / Eric Hurd                | 112,91     | 109,78     | 109,78          | DNQ        | DNQ                             |
| 13    | ITA  | Niccolò Ferrari / Pietro Camporesi      | 120,64     | 111,55     | 111,55          | DNQ        | DNQ                             |
| 14    | RUS  | Michail Kusnezow / Dmitri Larionow      | 112,36     | 155,59     | 112,36          | DNQ        | DNQ                             |

### Frauen

#### Einer-Kajak
| Platz | Land | Sportler            | 1. Vorlauf | 2. Vorlauf | Vorlauf-Wertung | Halbfinale | Finale 2. August 2012 15:57 Uhr |
| ----- | ---- | ------------------- | ---------- | ---------- | --------------- | ---------- | ------------------------------- |
| 1     | FRA  | Émilie Fer          | 112,77     | 106,46     | 106,46          | 109,73     | 105,90                          |
| 02    | AUS  | Jessica Fox         | 165,36     | 100,33     | 100,33          | 112,63     | 106,51                          |
| 03    | ESP  | Maialen Chourraut   | 98,75      | 107,91     | 98,75           | 108,34     | 106,87                          |
| 04    | CZE  | Štěpánka Hilgertová | 101,50     | 100,75     | 100,75          | 114,10     | 109,16                          |
| 05    | GER  | Jasmin Schornberg   | 106,27     | 102,14     | 102,14          | 112,25     | 110,97                          |
| 06    | SVK  | Jana Dukátová       | 105,14     | 101,37     | 101,37          | 110,48     | 111,60                          |
| 07    | POL  | Natalia Pacierpnik  | 110,58     | 102,38     | 102,38          | 107,79     | 115,08                          |
| 08    | AUT  | Corinna Kuhnle      | 160,06     | 101,77     | 101,77          | 111,07     | 119,30                          |
| 09    | RUS  | Marta Charitonowa   | 108,85     | 109,77     | 108,85          | 111,44     | 120,91                          |
| 10    | IRL  | Hannah Craig        | 160,06     | 101,77     | 101,77          | 116,12     | 127,36                          |
| 11    | CHN  | Li Jingjing         | 108,53     | 111,22     | 108,53          | 117,02     | DNQ                             |
| 12    | GBR  | Elizabeth Neave     | 101,95     | 98,92      | 98,92           | 117,30     | DNQ                             |
| 13    | SLO  | Eva Terčelj         | 107,17     | 107,57     | 107,17          | 117,36     | DNQ                             |
| 14    | NZL  | Luuka Jones         | 109,23     | 258,69     | 109,23          | 121,41     | DNQ                             |
| 15    | ITA  | Clara Giai Pron     | 99,66      | 112,65     | 99,66           | 176,61     | DNQ                             |
| 16    | BRA  | Ana Sátila          | 179,92     | 110,83     | 110,83          | DNQ        | DNQ                             |
| 17    | USA  | Caroline Queen      | 117,05     | 136,23     | 117,05          | DNQ        | DNQ                             |
| 18    | COK  | Ella Nicholas       | 118,69     | 118,29     | 118,29          | DNQ        | DNQ                             |
| 19    | JPN  | Moe Kaifuchi        | 171,63     | 121,29     | 121,29          | DNQ        | DNQ                             |
| 20    | SUI  | Elise Chabbey       | 162,92     | 126,46     | 126,46          | DNQ        | DNQ                             |
| 21    | MAR  | Jihane Samlal       | 174,09     | 276,32     | 174,09          | DNQ        | DNQ                             |

## Qualifikation

### Kanurennsport
Qualifikationskriterien
Die Gesamtzahl der Athleten beträgt 248, davon 88 Frauen und 158 Männer sowie zwei Plätze, die der Internationale Kanuverband (ICF) per Einladung vergibt. Drei Quotenplätze, im K-1 über 500 Meter der Frauen sowie im K-1 und C-1 über 1000 Meter der Männer, sind dem gastgebenden NOK reserviert. Jedes NOK darf pro Wettbewerb ein Boot an den Start schicken, wenn ein Quotenplatz erreicht wurde. In den Einzeldisziplinen sind 13 oder 14, in den Mannschaftsdisziplinen zehn bis zwölf Boote vorgesehen.
176 Quotenplätze werden bei den Weltmeisterschaften 2011 in Szeged vergeben, 70 weitere bei kontinentalen Qualifikationsregatten zwischen September 2011 und Mai 2012. Nach Ablauf der Qualifikationsphase am 1. Juni 2012 vergibt der ICF die zwei Quotenplätze an NOKs ohne Quotenplätze.
Qualifikationswettkämpfe mit Anzahl der Quotenplätze
| Übersicht Qualifikationswettkämpfe mit der Anzahl zu vergebener Quotenplätze | Übersicht Qualifikationswettkämpfe mit der Anzahl zu vergebener Quotenplätze | Übersicht Qualifikationswettkämpfe mit der Anzahl zu vergebener Quotenplätze | Übersicht Qualifikationswettkämpfe mit der Anzahl zu vergebener Quotenplätze | Übersicht Qualifikationswettkämpfe mit der Anzahl zu vergebener Quotenplätze | Übersicht Qualifikationswettkämpfe mit der Anzahl zu vergebener Quotenplätze | Übersicht Qualifikationswettkämpfe mit der Anzahl zu vergebener Quotenplätze | Übersicht Qualifikationswettkämpfe mit der Anzahl zu vergebener Quotenplätze | Übersicht Qualifikationswettkämpfe mit der Anzahl zu vergebener Quotenplätze | Übersicht Qualifikationswettkämpfe mit der Anzahl zu vergebener Quotenplätze | Übersicht Qualifikationswettkämpfe mit der Anzahl zu vergebener Quotenplätze | Übersicht Qualifikationswettkämpfe mit der Anzahl zu vergebener Quotenplätze | Übersicht Qualifikationswettkämpfe mit der Anzahl zu vergebener Quotenplätze | Übersicht Qualifikationswettkämpfe mit der Anzahl zu vergebener Quotenplätze | Übersicht Qualifikationswettkämpfe mit der Anzahl zu vergebener Quotenplätze | Übersicht Qualifikationswettkämpfe mit der Anzahl zu vergebener Quotenplätze | Übersicht Qualifikationswettkämpfe mit der Anzahl zu vergebener Quotenplätze |
|                                                                              |                                                                              |                                                                              | Frauen                                                                       | Frauen                                                                       | Frauen                                                                       | Frauen                                                                       | Männer                                                                       | Männer                                                                       | Männer                                                                       | Männer                                                                       | Männer                                                                       | Männer                                                                       | Männer                                                                       | Männer                                                                       |                                                                              |                                                                              |
| Wettkampf                                                                    | Austragungsort                                                               | Datum                                                                        | K-1 200 m                                                                    | K-1 500 m                                                                    | K-2 500 m                                                                    | K-4 500 m                                                                    | K-1 200 m                                                                    | K-2 200 m                                                                    | C-1 200 m                                                                    | K-1 1000 m                                                                   | K-2 1000 m                                                                   | K-4 1000 m                                                                   | C-1 1000 m                                                                   | C-2 1000 m                                                                   | Boote Gesamt                                                                 | Athleten Gesamt                                                              |
| ---------------------------------------------------------------------------- | ---------------------------------------------------------------------------- | ---------------------------------------------------------------------------- | ---------------------------------------------------------------------------- | ---------------------------------------------------------------------------- | ---------------------------------------------------------------------------- | ---------------------------------------------------------------------------- | ---------------------------------------------------------------------------- | ---------------------------------------------------------------------------- | ---------------------------------------------------------------------------- | ---------------------------------------------------------------------------- | ---------------------------------------------------------------------------- | ---------------------------------------------------------------------------- | ---------------------------------------------------------------------------- | ---------------------------------------------------------------------------- | ---------------------------------------------------------------------------- | ---------------------------------------------------------------------------- |
| Weltmeisterschaften                                                          | Szeged                                                                       | 18.–21. August 2011                                                          | 8                                                                            | 8                                                                            | 6                                                                            | 10                                                                           | 8                                                                            | 6                                                                            | 7                                                                            | 8                                                                            | 6                                                                            | 10                                                                           | 7                                                                            | 7                                                                            | 91                                                                           | 176                                                                          |
| Panafrikanische Spiele                                                       | Maputo                                                                       | 3.–18. September 2011                                                        | 1                                                                            | 1                                                                            | 3                                                                            | –                                                                            | 1                                                                            | 3                                                                            | 1                                                                            | 1                                                                            | 3                                                                            | –                                                                            | 1                                                                            | 1                                                                            | 7-10                                                                         | 8-14                                                                         |
| Asienmeisterschaften                                                         | Teheran                                                                      | 13.–16. Oktober 2011                                                         | 1                                                                            | 1                                                                            | 3                                                                            | –                                                                            | 1                                                                            | 3                                                                            | 1                                                                            | 1                                                                            | 3                                                                            | –                                                                            | 1                                                                            | 1                                                                            | 7-10                                                                         | 8-14                                                                         |
| Panamerikanische Spiele                                                      | Guadalajara                                                                  | 13.–30. Oktober 2011                                                         | 1                                                                            | 1                                                                            | 3                                                                            | –                                                                            | 1                                                                            | 3                                                                            | 1                                                                            | 1                                                                            | 3                                                                            | –                                                                            | 1                                                                            | 1                                                                            | 7-10                                                                         | 8-14                                                                         |
| Ozeanienmeisterschaften                                                      | Perth                                                                        | 2.–4. März 2012                                                              | 1                                                                            | 1                                                                            | 3                                                                            | –                                                                            | 1                                                                            | 3                                                                            | 1                                                                            | 1                                                                            | 3                                                                            | –                                                                            | 1                                                                            | 1                                                                            | 7-10                                                                         | 8-14                                                                         |
| Europäische Qualifikation                                                    | Posen                                                                        | 16.–17. Mai 2012                                                             | 2                                                                            | 2                                                                            | 1                                                                            | –                                                                            | 2                                                                            | 1                                                                            | 2                                                                            | 2                                                                            | 1                                                                            | –                                                                            | 2                                                                            | 1                                                                            | 16                                                                           | 20                                                                           |
| Gesamt                                                                       | Gesamt                                                                       | Gesamt                                                                       | 14                                                                           | 14                                                                           | 10                                                                           | 10                                                                           | 14                                                                           | 10                                                                           | 13                                                                           | 14                                                                           | 10                                                                           | 10                                                                           | 13                                                                           | 12                                                                           | 144                                                                          | 246                                                                          |

Startet ein Athlet in verschiedenen Bootsklassen, kann er mehrere Bootsquotenplätze, aber nur einen Athletenquotenplatz gewinnen. Der frei werdende Quotenplatz wird an den nächstfolgenden Athleten ohne Quotenplatz vergeben, so dass sich die Zahl der teilnehmenden Boote noch erhöhen kann.

### Kanuslalom
Qualifikationskriterien
Es nehmen 82 Athleten teil, 21 Frauen und 61 Männer, darunter fünf Quotenplätze für das NOK des Gastgebers. Jedes NOK darf ein Boot pro Disziplin aufbieten. Im K-1 nehmen bei Frauen und Männern 21 Boote teil, im C-1 16 Boote und im C-2 insgesamt zwölf Boote.
Die Mehrheit der Quotenplätze werden bei den Weltmeisterschaften 2011 in Bratislava vergeben. Zwischen Dezember 2011 und Mai 2012 werden dann noch in kontinentalen Wettkämpfen zwei Quotenplätze für die beiden besten zuvor noch nicht qualifizierten europäischen Boote vergeben sowie je ein Quotenplatz für ein afrikanisches, amerikanisches, asiatisches und ozeanisches Boot.
Qualifikationswettkämpfe mit Anzahl der Quotenplätze
| Übersicht Qualifikationswettkämpfe mit der Anzahl zu vergebener Quotenplätze | Übersicht Qualifikationswettkämpfe mit der Anzahl zu vergebener Quotenplätze | Übersicht Qualifikationswettkämpfe mit der Anzahl zu vergebener Quotenplätze | Übersicht Qualifikationswettkämpfe mit der Anzahl zu vergebener Quotenplätze | Übersicht Qualifikationswettkämpfe mit der Anzahl zu vergebener Quotenplätze | Übersicht Qualifikationswettkämpfe mit der Anzahl zu vergebener Quotenplätze | Übersicht Qualifikationswettkämpfe mit der Anzahl zu vergebener Quotenplätze | Übersicht Qualifikationswettkämpfe mit der Anzahl zu vergebener Quotenplätze | Übersicht Qualifikationswettkämpfe mit der Anzahl zu vergebener Quotenplätze |
|                                                                              |                                                                              |                                                                              | Frauen                                                                       | Männer                                                                       | Männer                                                                       | Männer                                                                       |                                                                              |                                                                              |
| Wettkampf                                                                    | Austragungsort                                                               | Datum                                                                        | K-1                                                                          | K-1                                                                          | C-1                                                                          | C-2                                                                          | Boote Gesamt                                                                 | Athleten Gesamt                                                              |
| ---------------------------------------------------------------------------- | ---------------------------------------------------------------------------- | ---------------------------------------------------------------------------- | ---------------------------------------------------------------------------- | ---------------------------------------------------------------------------- | ---------------------------------------------------------------------------- | ---------------------------------------------------------------------------- | ---------------------------------------------------------------------------- | ---------------------------------------------------------------------------- |
| Weltmeisterschaften                                                          | Bratislava                                                                   | 7.–11. September 2011                                                        | 15                                                                           | 15                                                                           | 10                                                                           | 8                                                                            | 48                                                                           | 56                                                                           |
| Asienmeisterschaften                                                         | Miyi                                                                         | 15.–18. Dezember 2011                                                        | 1                                                                            | 1                                                                            | 1                                                                            | 3                                                                            | 3-4                                                                          | 3-5                                                                          |
| Afrikameisterschaften                                                        | Bethlehem                                                                    | 3.–4. Februar 2012                                                           | 1                                                                            | 1                                                                            | 1                                                                            | 3                                                                            | 3-4                                                                          | 3-5                                                                          |
| Ozeanienmeisterschaften                                                      | Penrith                                                                      | 24.–26. Februar 2012                                                         | 1                                                                            | 1                                                                            | 1                                                                            | 3                                                                            | 3-4                                                                          | 3-5                                                                          |
| Panamerikameisterschaften                                                    | Foz do Iguaçu                                                                | 9.–11. März 2012                                                             | 1                                                                            | 1                                                                            | 1                                                                            | 3                                                                            | 3-4                                                                          | 3-5                                                                          |
| Europameisterschaften                                                        | Augsburg                                                                     | 11.–13. Mai 2012                                                             | 2                                                                            | 2                                                                            | 2                                                                            | 1                                                                            | 7                                                                            | 8                                                                            |
| Gesamt                                                                       | Gesamt                                                                       | Gesamt                                                                       | 21                                                                           | 21                                                                           | 16                                                                           | 12                                                                           | 70                                                                           | 82                                                                           |

### Gewonnene Quotenplätze
| Gewonnene Bootsquotenplätze nach NOKs | Gewonnene Bootsquotenplätze nach NOKs | Gewonnene Bootsquotenplätze nach NOKs | Gewonnene Bootsquotenplätze nach NOKs | Gewonnene Bootsquotenplätze nach NOKs | Gewonnene Bootsquotenplätze nach NOKs | Gewonnene Bootsquotenplätze nach NOKs | Gewonnene Bootsquotenplätze nach NOKs | Gewonnene Bootsquotenplätze nach NOKs | Gewonnene Bootsquotenplätze nach NOKs | Gewonnene Bootsquotenplätze nach NOKs | Gewonnene Bootsquotenplätze nach NOKs | Gewonnene Bootsquotenplätze nach NOKs | Gewonnene Bootsquotenplätze nach NOKs | Gewonnene Bootsquotenplätze nach NOKs | Gewonnene Bootsquotenplätze nach NOKs | Gewonnene Bootsquotenplätze nach NOKs | Gewonnene Bootsquotenplätze nach NOKs | Gewonnene Bootsquotenplätze nach NOKs |
|                                       | Kanuslalom                            | Kanuslalom                            | Kanuslalom                            | Kanuslalom                            | Kanurennsport                         | Kanurennsport                         | Kanurennsport                         | Kanurennsport                         | Kanurennsport                         | Kanurennsport                         | Kanurennsport                         | Kanurennsport                         | Kanurennsport                         | Kanurennsport                         | Kanurennsport                         | Kanurennsport                         | Gesamt                                | Gesamt                                |
|                                       | Frauen                                | Männer                                | Männer                                | Männer                                | Frauen                                | Frauen                                | Frauen                                | Frauen                                | Männer                                | Männer                                | Männer                                | Männer                                | Männer                                | Männer                                | Männer                                | Männer                                | Gesamt                                | Gesamt                                |
| Wettbewerb                            | K-1                                   | K-1                                   | C-1                                   | C-2                                   | K-1 200 m                             | K-1 500 m                             | K-2 500 m                             | K-4 500 m                             | K-1 200 m                             | K-2 200 m                             | C-1 200 m                             | K-1 1000 m                            | K-2 1000 m                            | K-4 1000 m                            | C-1 1000 m                            | C-2 1000 m                            | Boote                                 | Athleten                              |
| ------------------------------------- | ------------------------------------- | ------------------------------------- | ------------------------------------- | ------------------------------------- | ------------------------------------- | ------------------------------------- | ------------------------------------- | ------------------------------------- | ------------------------------------- | ------------------------------------- | ------------------------------------- | ------------------------------------- | ------------------------------------- | ------------------------------------- | ------------------------------------- | ------------------------------------- | ------------------------------------- | ------------------------------------- |
| Angola                                |                                       |                                       |                                       |                                       |                                       |                                       |                                       |                                       |                                       |                                       |                                       |                                       |                                       |                                       |                                       | X                                     | 1                                     | 2                                     |
| Argentinien                           |                                       |                                       |                                       |                                       |                                       |                                       |                                       |                                       | X                                     | X                                     |                                       |                                       |                                       |                                       |                                       |                                       | 2                                     | 3                                     |
| Aserbaidschan                         |                                       |                                       |                                       |                                       |                                       |                                       |                                       |                                       |                                       |                                       | X                                     |                                       |                                       |                                       |                                       | X                                     | 2                                     | 3                                     |
| Australien                            | X                                     | X                                     | X                                     | X                                     | X                                     | X                                     | X                                     | X                                     | X                                     | X                                     | X                                     |                                       |                                       | X                                     |                                       | X                                     | 13                                    | 22                                    |
| Belgien                               |                                       | X                                     |                                       |                                       |                                       |                                       |                                       |                                       | X                                     |                                       |                                       |                                       | X                                     |                                       |                                       |                                       | 3                                     | 4                                     |
| Brasilien                             | X                                     |                                       |                                       |                                       |                                       |                                       |                                       |                                       |                                       |                                       |                                       |                                       |                                       |                                       |                                       | X                                     | 2                                     | 3                                     |
| Bulgarien                             |                                       |                                       |                                       |                                       |                                       |                                       |                                       |                                       |                                       |                                       |                                       | X                                     |                                       |                                       |                                       |                                       | 1                                     | 1                                     |
| China                                 | X                                     | X                                     | X                                     | X                                     | X                                     | X                                     | X                                     | X                                     | X                                     |                                       | X                                     |                                       |                                       | X                                     | X                                     | X                                     | 13                                    | 20                                    |
| Cookinseln                            | X                                     |                                       |                                       |                                       |                                       |                                       |                                       |                                       |                                       |                                       |                                       |                                       |                                       |                                       |                                       |                                       | 1                                     | 1                                     |
| Dänemark                              |                                       |                                       |                                       |                                       |                                       | X                                     |                                       |                                       | X                                     |                                       |                                       |                                       |                                       | X                                     |                                       |                                       | 3                                     | 6                                     |
| Deutschland                           | X                                     | X                                     | X                                     | X                                     | X                                     | X                                     | X                                     | X                                     | X                                     | X                                     |                                       | X                                     | X                                     | X                                     | X                                     | X                                     | 15                                    | 21                                    |
| Ecuador                               |                                       |                                       |                                       |                                       |                                       |                                       |                                       |                                       | X                                     |                                       |                                       |                                       |                                       |                                       |                                       |                                       | 1                                     | 1                                     |
| Finnland                              |                                       |                                       |                                       |                                       | X                                     | X                                     |                                       |                                       |                                       |                                       |                                       |                                       |                                       |                                       |                                       |                                       | 2                                     | 2                                     |
| Frankreich                            | X                                     | X                                     | X                                     | X                                     |                                       |                                       |                                       | X                                     | X                                     | X                                     |                                       | X                                     |                                       |                                       |                                       |                                       | 8                                     | 13                                    |
| Griechenland                          |                                       |                                       | X                                     |                                       |                                       |                                       |                                       |                                       |                                       |                                       |                                       |                                       |                                       |                                       |                                       |                                       | 1                                     | 1                                     |
| Großbritannien                        | X                                     | X                                     | X                                     | X                                     | X                                     | X                                     |                                       | X                                     | X                                     | X                                     |                                       | X                                     |                                       |                                       | X                                     |                                       | 11                                    | 15                                    |
| Iran                                  |                                       |                                       |                                       |                                       | X                                     |                                       |                                       |                                       |                                       |                                       |                                       | X                                     |                                       |                                       |                                       |                                       | 2                                     | 2                                     |
| Irland                                | X                                     | X                                     |                                       |                                       |                                       |                                       |                                       |                                       |                                       |                                       | X                                     |                                       |                                       |                                       |                                       |                                       | 3                                     | 3                                     |
| Italien                               | X                                     | X                                     | X                                     | X                                     | X                                     | X                                     |                                       |                                       |                                       |                                       |                                       | X                                     |                                       |                                       |                                       |                                       | 7                                     | 8                                     |
| Japan                                 | X                                     | X                                     | X                                     |                                       | X                                     | X                                     | X                                     |                                       |                                       | X                                     |                                       |                                       |                                       |                                       |                                       |                                       | 7                                     | 7                                     |
| Kanada                                |                                       | X                                     |                                       |                                       |                                       |                                       |                                       |                                       | X                                     | X                                     | X                                     | X                                     | X                                     |                                       | X                                     |                                       | 7                                     | 7                                     |
| Kasachstan                            |                                       |                                       | X                                     |                                       |                                       | X                                     |                                       |                                       |                                       |                                       |                                       |                                       | X                                     |                                       | X                                     |                                       | 4                                     | 5                                     |
| Kroatien                              |                                       | X                                     |                                       |                                       |                                       |                                       |                                       |                                       |                                       |                                       |                                       |                                       |                                       |                                       |                                       |                                       | 1                                     | 1                                     |
| Kuba                                  |                                       |                                       |                                       |                                       | X                                     |                                       | X                                     |                                       |                                       |                                       |                                       | X                                     |                                       |                                       |                                       | X                                     | 4                                     | 6                                     |
| Lettland                              |                                       |                                       |                                       |                                       |                                       |                                       |                                       |                                       |                                       | X                                     |                                       |                                       |                                       |                                       |                                       |                                       | 1                                     | 2                                     |
| Litauen                               |                                       |                                       |                                       |                                       |                                       |                                       |                                       |                                       | X                                     |                                       | X                                     |                                       |                                       |                                       |                                       |                                       | 2                                     | 2                                     |
| Marokko                               | X                                     |                                       |                                       |                                       |                                       |                                       |                                       |                                       |                                       |                                       |                                       |                                       |                                       |                                       |                                       |                                       | 1                                     | 1                                     |
| Mexiko                                |                                       |                                       |                                       |                                       |                                       |                                       |                                       |                                       |                                       |                                       |                                       |                                       |                                       |                                       | X                                     |                                       | 1                                     | 1                                     |
| Neuseeland                            | X                                     | X                                     |                                       |                                       | X                                     | X                                     | X                                     |                                       |                                       |                                       |                                       | X                                     | X                                     |                                       |                                       |                                       | 7                                     | 8                                     |
| Nigeria                               |                                       | X                                     |                                       |                                       |                                       |                                       |                                       |                                       |                                       |                                       |                                       |                                       |                                       |                                       |                                       |                                       | 1                                     | 1                                     |
| Norwegen                              |                                       |                                       |                                       |                                       |                                       | X                                     |                                       |                                       |                                       |                                       |                                       | X                                     |                                       |                                       |                                       |                                       | 2                                     | 2                                     |
| Österreich                            | X                                     | X                                     |                                       |                                       |                                       |                                       | X                                     |                                       |                                       |                                       |                                       |                                       |                                       |                                       |                                       |                                       | 3                                     | 4                                     |
| Polen                                 | X                                     | X                                     | X                                     | X                                     | X                                     |                                       | X                                     |                                       | X                                     |                                       | X                                     |                                       |                                       |                                       |                                       | X                                     | 9                                     | 12                                    |
| Portugal                              |                                       |                                       |                                       |                                       | X                                     | X                                     |                                       | X                                     |                                       |                                       |                                       | X                                     | X                                     |                                       |                                       |                                       | 5                                     | 7                                     |
| Rumänien                              |                                       |                                       |                                       |                                       |                                       |                                       | X                                     |                                       |                                       | X                                     |                                       |                                       |                                       | X                                     | X                                     | X                                     | 5                                     | 11                                    |
| Russland                              | X                                     |                                       |                                       | X                                     | X                                     | X                                     | X                                     | X                                     | X                                     | X                                     | X                                     |                                       | X                                     | X                                     |                                       | X                                     | 12                                    | 20                                    |
| Samoa                                 |                                       |                                       |                                       |                                       |                                       |                                       |                                       |                                       |                                       |                                       |                                       |                                       |                                       |                                       | X                                     |                                       | 1                                     | 1                                     |
| Schweden                              |                                       |                                       |                                       |                                       | X                                     |                                       | X                                     |                                       |                                       |                                       |                                       | X                                     | X                                     |                                       |                                       |                                       | 4                                     | 6                                     |
| Schweiz                               | X                                     | X                                     |                                       |                                       |                                       |                                       |                                       |                                       |                                       |                                       |                                       |                                       |                                       |                                       |                                       |                                       | 2                                     | 2                                     |
| Serbien                               |                                       |                                       |                                       |                                       |                                       |                                       |                                       | X                                     |                                       |                                       |                                       | X                                     |                                       | X                                     |                                       |                                       | 3                                     | 9                                     |
| Slowakei                              | X                                     |                                       | X                                     | X                                     |                                       |                                       | X                                     |                                       |                                       |                                       | X                                     |                                       | X                                     | X                                     |                                       |                                       | 7                                     | 12                                    |
| Slowenien                             | X                                     | X                                     | X                                     | X                                     | X                                     |                                       |                                       |                                       |                                       |                                       |                                       |                                       |                                       |                                       |                                       |                                       | 5                                     | 6                                     |
| Spanien                               | X                                     | X                                     | X                                     |                                       | X                                     |                                       |                                       |                                       |                                       |                                       | X                                     |                                       |                                       |                                       | X                                     |                                       | 6                                     | 6                                     |
| Südafrika                             |                                       |                                       | X                                     |                                       | X                                     | X                                     |                                       |                                       | X                                     |                                       |                                       |                                       |                                       |                                       | X                                     |                                       | 5                                     | 5                                     |
| Thailand                              |                                       | X                                     |                                       |                                       |                                       |                                       |                                       |                                       |                                       |                                       |                                       |                                       |                                       |                                       |                                       |                                       | 1                                     | 1                                     |
| Togo                                  |                                       | X                                     |                                       |                                       |                                       |                                       |                                       |                                       |                                       |                                       |                                       |                                       |                                       |                                       |                                       |                                       | 1                                     | 1                                     |
| Tschechien                            | X                                     | X                                     | X                                     | X                                     |                                       |                                       |                                       |                                       |                                       |                                       |                                       |                                       |                                       | X                                     |                                       | X                                     | 6                                     | 11                                    |
| Tunesien                              |                                       |                                       |                                       |                                       |                                       | X                                     |                                       |                                       |                                       |                                       | X                                     | X                                     |                                       |                                       |                                       |                                       | 3                                     | 3                                     |
| Ukraine                               |                                       |                                       |                                       |                                       | X                                     | X                                     |                                       |                                       |                                       |                                       | X                                     |                                       |                                       |                                       |                                       |                                       | 3                                     | 3                                     |
| Ungarn                                |                                       |                                       |                                       |                                       | X                                     | X                                     | X                                     | X                                     | X                                     |                                       |                                       |                                       | X                                     | X                                     | X                                     |                                       | 8                                     | 14                                    |
| USA                                   | X                                     | X                                     | X                                     | X                                     | X                                     | X                                     |                                       |                                       | X                                     |                                       |                                       |                                       |                                       |                                       |                                       |                                       | 7                                     | 7                                     |
| Usbekistan                            |                                       |                                       |                                       |                                       | X                                     | X                                     | X                                     |                                       |                                       |                                       |                                       |                                       |                                       |                                       | X                                     |                                       | 4                                     | 3                                     |
| Weißrussland                          |                                       |                                       |                                       |                                       |                                       |                                       |                                       | X                                     |                                       | X                                     | X                                     | X                                     |                                       |                                       | X                                     | X                                     | 6                                     | 11                                    |
| Quotenplätze Gesamt                   | 21                                    | 22                                    | 16                                    | 12                                    | 21                                    | 19                                    | 14                                    | 10                                    | 16                                    | 11                                    | 13                                    | 15                                    | 10                                    | 10                                    | 13                                    | 12                                    | 235                                   | 329                                   |

Im Kanuslalom erhielt Benjamin Boukpeti aus Togo einen Quotenplatz per Einladung.